# Plou (Hiszpania)
Plou – gmina w Hiszpanii, w prowincji Teruel, w Aragonii, o powierzchni 17,21 km². W 2011 roku gmina liczyła 48 mieszkańców.